# 中国人民解放军陆军第二十四集团军
中国人民解放军陆军第二十四集团军，是一支曾经存在于中国人民解放军陆军序列的集团军。2003年被撤销。

## 沿革
抗日战争胜利后，新四军苏浙军区部队于1945年11月北撤，原第1纵队改为华中野战军第6纵队。1946年5月再与苏中军区独立旅合编为第6师，辖第16（原6纵队）、第18旅（原独立旅）。10月，山东野战军第7师20旅（前身为新四军7师19旅57团，7师皖南支队）改为华中野战军第6师17旅。1947年1月成立华东野战军，第6师改为野战军第6纵队，司令员王必成，政委江渭清，各旅分别改为第16、第17、第18师。该部在全歼国民党军整编第74师的孟良崮战役中建立了突出的战绩，纵队特务团攻占74师师部，击毙中将师长张灵甫。1947年9月随陈粟大军挺进豫皖苏，与刘邓、陈谢大军共同经略中原。参加完淮海战役后，第6纵队于1949年1月改编为中国人民解放军第二十四军，属第三野战军第八兵团，军长王必成，政委廖海光，各师分别改为第70、第71、第72师。此后该军参加了渡江战役、解放长山列岛和舟山群岛的战斗。
1950年10月，第71师脱离24军，加入中国人民解放军空军。1952年7月，第73师从军中脱离，加入第23军，后来部署到朝鲜。第74师于1952年8月26日在第 25 军被撤销后加入24军。 1952 年 9 月，该军及其第70、72和74师作为中国人民志愿军的一部分部署到朝鲜。该军最初驻扎在元山以抵御联合国军的两栖登陆。1952年12月被部署到上甘岭地区。1953年春夏，在部队开展的冷枪冷炮杀敌竞赛中，第72师214团8连战士张桃芳用436发子弹毙伤敌214名，荣立特等功，获二级战斗英雄称号。7月该军参加了金城戰役。第24军于1955年10月归国，属北京军区，驻防河北承德，部署在京郊和唐山一线，拱卫北京。
1960年1月改编为陆军第二十四军，下辖：1968年第70师改为北京卫戍区警卫第3师，陆军第197师与陆军第74师对调建制。1969年12月全军重排番号，第74师改称第70师，并重建第71师(后撤销)。1985年改编为陆军第二十四集团军，2003年被撤销。

## 编制
1985年陆军第二十四军改编为陆军第二十四集团军，辖摩托化步兵第七十师、步兵第七十二师，并编入炮兵旅（由炮兵第五师缩编）、高炮旅（由原陆军第二十四军高炮团与高炮第六〇八团合编），陆军第七十一师撤销，下属守备第五、七师均缩编为旅（1992年撤销）。1996年编入坦克第一师，1998年步兵第七十二师转入预备役。
2003年撤编前，陆军第二十四集团军下辖如下部队，共三万余人：
- 军直部队：
  - 通信团
  - 工兵团
  - 司机卫生员训练大队
  - 教导队
- 摩托化步兵第七十师
- 装甲第一师
- 炮兵旅
- 高炮旅

## 荣誉
曾被授予荣誉称号的单位有：
- 红军团：步兵第70师第208团[5];
- 兖州登城第一连：步兵第70师第208团第1连；
- 兖州战斗英雄连：步兵第70师第208团第2连；
- 兖州战斗模范连：步兵第70师第208团第5连；
- 渡江模范营：步兵第70师第210团第3营；

## 脚注
1. ↑  张灵甫一说为自杀